# Gladiators Beider Basel 2022
Questa voce raccoglie le informazioni riguardanti i Gladiators Beider Basel nelle competizioni ufficiali della stagione 2022.

## Lega Nazionale A 2022

### Stagione regolare
| Basilea 10 aprile 2022, ore 14:30 3ª giornata | Gladiators Beider Basel | 15 – 34 referto | Calanda Broncos | Stadion Rankhof\| Arbitro: \| Fouillet \| |
| Arbitro:                                      | Fouillet                |                 |                 |                                           |

| Basilea 16 aprile 2022, ore 18:00 4ª giornata | Gladiators Beider Basel | 3 – 31 referto | Bern Grizzlies | Stadion Rankhof\| Arbitro: \| Fouillet \| |
| Arbitro:                                      | Fouillet                |                |                |                                           |

| Coira 7 maggio 2022, ore 18:00 7ª giornata | Calanda Broncos | 35 – 6 referto | Gladiators Beider Basel | Hallenbad Obere Au\| Arbitro: \| Böni \| |
| Arbitro:                                   | Böni            |                |                         |                                          |

| Witikon 15 maggio 2022, ore 14:30 Recupero 2ª giornata | Zürich Renegades | 0 – 40 referto | Gladiators Beider Basel | Sportplatz Looren\| Arbitro: \| Petschovsky \| |
| Arbitro:                                               | Petschovsky      |                |                         |                                                |

| Basilea 21 maggio 2022, ore 18:00 8ª giornata | Gladiators Beider Basel | 24 – 7 referto | Geneva Seahawks | Stadion Rankhof\| Arbitro: \| Fouillet \| |
| Arbitro:                                      | Fouillet                |                |                 |                                           |

| Thun 28 maggio 2022, ore 18:00 9ª giornata | Thun Tigers | 20 – 24 referto | Gladiators Beider Basel | Stadion Lachen\| Arbitro: \| Jordan \| |
| Arbitro:                                   | Jordan      |                 |                         |                                        |

| Basilea 4 giugno 2022, ore 18:00 10ª giornata | Gladiators Beider Basel | 28 – 15 referto | Zürich Renegades | Stadion Rankhof\| Arbitro: \| Fouillet \| |
| Arbitro:                                      | Fouillet                |                 |                  |                                           |

| Winterthur 11 giugno 2022, ore 18:00 11ª giornata | Winterthur Warriors | 13 – 21 referto | Gladiators Beider Basel | Sportpark Deutweg\| Arbitro: \| Birnbaum \| |
| Arbitro:                                          | Birnbaum            |                 |                         |                                             |

| Ginevra 18 giugno 2022, ore 18:00 12ª giornata | Geneva Seahawks | 3 – 14 referto | Gladiators Beider Basel | Centre Sportif de Vessy\| Arbitro: \| Ducommun \| |
| Arbitro:                                       | Ducommun        |                |                         |                                                   |

| Basilea 25 giugno 2022, ore 18:00 13ª giornata | Gladiators Beider Basel | 34 – 6 referto | Thun Tigers | Stadion Rankhof\| Arbitro: \| Böni \| |
| Arbitro:                                       | Böni                    |                |             |                                       |

### Playoff
| Coira 9 luglio 2022, ore 18:00 Semifinale | Calanda Broncos | 38 – 14 referto | Gladiators Beider Basel | Hallenbad Obere Au\| Arbitro: \| Waldburger \| |
| Arbitro:                                  | Waldburger      |                 |                         |                                                |

## Statistiche di squadra
| Competizione      | %Vittorie | In casa | In casa | In casa | In casa | In casa | In casa | In trasferta | In trasferta | In trasferta | In trasferta | In trasferta | In trasferta | Totale | Totale | Totale | Totale | Totale | Totale |
| Competizione      | %Vittorie | G       | V       | N       | P       | Pf      | Ps      | G            | V            | N            | P            | Pf           | Ps           | G      | V      | N      | P      | Pf     | Ps     |
| ----------------- | --------- | ------- | ------- | ------- | ------- | ------- | ------- | ------------ | ------------ | ------------ | ------------ | ------------ | ------------ | ------ | ------ | ------ | ------ | ------ | ------ |
| Stagione regolare | .700      | 5       | 3       | 0       | 2       | 104     | 93      | 5            | 4            | 0            | 1            | 105          | 71           | 10     | 7      | 0      | 3      | 209    | 164    |
| Playoff           | .000      | 0       | 0       | 0       | 0       | 0       | 0       | 1            | 0            | 0            | 1            | 14           | 38           | 1      | 0      | 0      | 1      | 14     | 38     |
| Totale            | .636      | 5       | 3       | 0       | 2       | 104     | 93      | 6            | 4            | 0            | 2            | 119          | 109          | 11     | 7      | 0      | 4      | 223    | 202    |